# Аборти в Кірибаті
Або́рти в Кіриба́ті є легальними лише в тому випадку, коли аборт рятує життя вагітної. Якщо аборт у Кірибаті здійснюється з будь-якої іншої причини, то виконавцю загрожує 10 років ув'язнення. Якщо жінка проводить самостійний (нелегальний) аборт, вона може бути засуджена до довічного ув'язнення.